# Sniper (filme de 1931)
Sniper (em russo:  Снайпер, transl. Snayper) é um filme dramático de guerra soviético de 1931 dirigido e escrito por Semion Timoshenko.

## Sinopse
O filme começa durante a Primeira Guerra Mundial. Um ex -metalúrgico vai para a França como parte da força expedicionária russa e lá mata um sniper alemão. Examinando os documentos do atirador de elite, ele descobre que o morto também trabalhava em uma metalúrgica, o que o faz compreender a necessidade de solidariedade entre os trabalhadores. Após a guerra, ele retornou ao seu país natal - a Rússia, onde foi empregado como líder de brigada no depósito do posto fronteiriço ferroviário. De repente, um grupo de bandidos atacou a estação. Enquanto defende a si mesmo e à delegacia, o protagonista mata o líder da gangue, que acaba por ser seu ex-comandante.

## Distribuição
| Ator             | Personagem         | Detalhes                 |
| ---------------- | ------------------ | ------------------------ |
| Piotr Sobolevsky | O Soldado          | O sniper russo           |
| Boris Shlikhting | O Capitão          | Oficial czarista         |
| Piotr Kirillov   | Sniper alemão      | Morto no início do filme |
| Vladimir Gardin  | Coronel            |                          |
| Emil Gall        | Oficial francês    |                          |
| Piotr Pirogov    | Trabalhador        |                          |
| Leonid Kmit      | Trabalhador Viktor |                          |